# Personenkennzeichen
Personenkennzeichen sind Kombinationen alphanumerischer Zeichen, die einer bestimmten Person zugeordnet sind und vor allem in der Datenverarbeitung verwendet werden. Weil Personenkennzeichen die Verknüpfung personenbezogener Daten aus verschiedenen Datenbeständen und so die Bildung von Persönlichkeitsprofilen erleichtern, sind sie von besonderer Relevanz im Datenschutz.

## Zweck und Typen
Personenkennzeichen sind generell Identifikatoren, die der Identifizierung von Personen dienen (Identifizierungsfunktion). Sie sollen die Unterscheidung von Menschen einer bestimmten Gruppe bzw. in einem bestimmten Bereich ermöglichen. Dabei kann es sich um staatliche Aufgabenbereiche handeln und große Gruppen betreffen, bis hin zu allen Bürgern eines Landes. Aber auch im nicht-staatlichen Bereich gibt es Personenkennzeichen; Mitgliedsnummern von Vereinen oder Kundennummern von Unternehmen sind solche Kennzeichen, die im Rahmen vertraglicher Beziehungen verwendet werden. In der Praxis erschweren Datenzwillinge die eindeutige Unterscheidbarkeit von Personen und die Zuordnung von Personenkennzeichen.
Zudem erfüllen Personenkennzeichen eine sogenannte Repräsentationsfunktion, indem sie in Registern und Vorgängen für die Person oder – je nach Zusammenhang, in dem sie verwendet wird – bestimmte Aspekte der Person stehen. Mit dem Kennzeichen lassen sich mit der Person zusammenhängende Phänomene in ein künstliches Raster einordnen, dies heißt Ordnungsfunktion des Personenkennzeichens.
Personenkennzeichen können aus zufälligen Zeichenkombinationen, aber auch systematisch aus Daten der betreffenden Personen gebildet werden. Geburtsdatum oder Geschlecht werden häufig zur Bildung von Personenkennzeichen herangezogen. Auch aus biometrischen Charakteristika können Personenkennzeichen gebildet werden. Anders als zufällige Zeichenkombinationen lassen biometrische Kennzeichen sich jedoch nicht mehr einfach widerrufen und neu vergeben. In vielen Fällen werden noch Prüfziffern oder Prüfsummen ergänzt, um Fehlerfassungen erkennen zu können.
Personenkennzeichen sind Pseudonyme. Sie werden jedoch nicht von den Betroffenen selbst gewählt, wobei dieser für verschiedene Anwendungsbereichen oder sogar innerhalb eines Bereichs mehrere Pseudonyme wählen und zwischen diesen wechseln kann. Vielmehr werden sie in der Regel von staatlichen oder privaten Stellen für die Betroffenen zur eindeutigen und sicheren Identifizierung in einem oder mehreren Anwendungsbereichen nur einmalig vergeben.
Personenkennzeichen ermöglichen die massenhafte, automatische, zentralisierte Verarbeitung und Speicherung personenbezogener Daten. Sie gelten oft als Voraussetzung für eine weitere Vernetzung und Digitalisierung der Verwaltung (→ E-Government).
Unter einer Nationalen Kennziffern wird ein durch den Staat zugeteiltes Personenkennzeichen von allgemeiner Bedeutung verstanden. Der Idealtypus einer nationalen Kennziffer liegt vor, wenn sie im Staat das einzige in einer Vielzahl von Bereichen verwendete Personenkennzeichen ist.

## Datenschutz
Personenkennzeichen sind personenbezogene Daten. Sie unterliegen damit den jeweils geltenden Datenschutzbestimmungen, in der Europäischen Union ist dies die Datenschutzgrundverordnung (DSGVO).
Häufig sind in Personenkennzeichen weitere personenbezogene Daten enthalten oder aus ihnen ableitbar. So sind aus der deutschen Rentenversicherungsnummer das Geburtsdatum, Geschlecht und der Anfangsbuchstabe des Geburtsnamens des Versicherten sowie Informationen über seinen Rentenversicherungsträger ablesbar. Solche Personenkennzeichen werden auch als „sprechende Personenkennzeichen“ bezeichnet. „Nicht-sprechende Personenkennzeichen“ erlauben hingegen keinen Rückschluss auf weitere Daten der Person. Sie genügen am ehesten dem Grundsatz der Datenminimierung. Insoweit ein Personenkennzeichen als Pseudonym die Nutzung anderer personenbezogener Daten ersetzt und sie nach außen verbirgt, kann es zur Datensparsamkeit beitragen.
In der Europäischen Union regelte bis zum Inkrafttreten der DSGVO im Jahr 2016 die Richtlinie 95/46/EG (Datenschutzrichtlinie) den Datenschutz allgemeiner Personenkennzeichen. Sie stufte allgemeine Personenkennzeichen als sensible Daten ein. Die DSGVO schreibt vor, dass nationale Kennziffern und allgemeinen Personenkennzeichen nur „unter Wahrung geeigneter Garantien für die Rechte und Freiheiten der betroffenen Personen“ verwendet werden. Eine ausdrückliche Einstufung als sensibles Datum enthält sie nicht mehr. Der deutsche Jurist Kai von Lewinski sieht dennoch wegen der weitgehend gleich lautenden Bestimmungen in DSGVO und ihrer Vorläuferrichtlinie weiterhin eine auch gesetzgeberisch intendierte Nähe von Personenkennzeichen zu sensiblen Daten. Darüber hinaus können Personenkennzeichen in bestimmten Kontexten, wie zum Beispiel Straftäternummern, schon aus diesem Kontext heraus unmittelbar als sensibles Datum angesehen werden.
Hinsichtlich des Datenschutzes sind Personenkennzeichen besonders problematisch, da sie die Zusammenführung von Daten aus unterschiedlichen Lebensbereichen und somit die Erstellung umfassender Persönlichkeitsprofile erlauben. Die DSGVO sieht eine Gefahr in der Verknüpfung (staatlicher) Dateisysteme. Die Intensität des grundrechtlichen Eingriffs steigt mit dem Umfang des Verwendungsbereichs des Personenkennzeichens und der zeitlichen Dauer seiner Nutzung.
Werden Personenkennzeichen zur Identitätsfeststellung bzw. Authentifizierung genutzt, besteht die Gefahr des Identitätsdiebstahls. Die Gefahr nimmt zu mit der Breite ihres Anwendungsbereichs, weil sie dann mehr Personen bekannt wird und mehr Daten mit ihr verknüpft sind. Mit ihrer Kenntnis können Unbefugte an weitere Informationen über die Betroffenen gelangen und unter Umständen auch Transaktionen in deren Namen durchführen und sich auf deren Kosten bereichern. Die Social Security Number in den USA, die allmählich den Rang eines allgemeinen Personenkennzeichens erlangt hat und auch in der Privatwirtschaft genutzt wird, gilt als besonders anfällig.

## Identifikationssysteme

### Deutschland

#### Nationale Kennziffer
Eine nationale Kennziffer gibt es, Stand 2021, in Deutschland noch nicht. Zum 1. Juli 2007 wurde für jeden Einwohner eine unveränderbare Steuerliche Identifikationsnummer (Steuer-ID) angelegt. Sie gilt von der Geburt an und wird spätestens 20 Jahre nach dem Ableben der Person gelöscht. Ihre Nutzung sollte auf den Finanzbereich beschränkt bleiben. Im Jahr 2021 wurde jedoch das Registermodernisierungsgesetz (RegMoG) verabschiedet. Es sieht vor, die Steuer-ID als register- und bereichsübergreifende Identifikationsnummer aller Bürger zu verwenden. Zu den Registern, in denen die Verwendung der ID vorgesehen werden soll, zählen verschiedene Melderegister, Datenbestände gesetzlicher Versicherungen, Verkehrsregister, Lehrlings- und Handwerkerrollen, Datenbestände zu (ehemaligen) Studierenden und Berufsausbildungsverhältnissen, Waffenregister, Gewerbeverzeichnisse, Verzeichnisse der Empfänger von staatlichen Leistungen (z. B. Wohn- oder Elterngeld) und einige mehr. Datenschutzbehörden und Deutscher Anwaltverein bezeichneten das Vorhaben als nicht verfassungskonform, die Wissenschaftlichen Dienste des Deutschen Bundestages äußerten in einem Gutachten ebenfalls Zweifel an seiner Verfassungsmäßigkeit.
Das nationalsozialistische Deutschland plante ab 1943 die Einführung einer „Personal-Einzelerfassung“, deren letztliches Ziel eine lückenlose und jederzeit aktuelle Erfassung der gesamten Bevölkerung war. Sie sollte die bis 1943 geführte Volkskartei ablösen, die als schwerfällig zu handhaben und ungeeignet angesehen wurde. Als Ordnungsmerkmal war ab 1944 die Einführung einer zwölfstelligen sprechenden Reichspersonalnummer geplant. In einer zentralen Kartei, der Reichspersonalnummerkartei, sollten die Angaben der verschiedenen dezentralen Karteien zusammenfließen. Das Vorhaben, das auch als „Volksnummerung“ bezeichnet wurde, wurde mit Personal des von Heinrich Himmler errichteten Maschinellen Zentralinstituts für optimale Menschenerfassung und -auswertung der SS begonnen. Noch Ende Dezember 1944 forcierte Hitler das Vorhaben, das bis in die letzten Kriegsmonate weiter verfolgt wurde.
In der DDR war jeder Einwohner ab dem 1. Januar 1970 über die Personenkennzahl (PKZ) registriert, die später Ordnungsmerkmal der im Jahr 1984 vollständig in Betrieb genommenen zentralen Personendatenbank (PDB) war. Meist ohne dass die Betroffenen davon wussten, wurden in dieser Datenbank umfangreiche Datensammlungen über sie angelegt. Auch die Datenbestände der Staatssicherheit waren nach der Personenkennzahl geschlüsselt. Kurz nach der Wiedervereinigung wurden die Datenbestände nach anderen Merkmalen umgeschlüsselt, die PKZ musste so schnell wie möglich gelöscht werden.
Auch in der Bundesrepublik gab es schon im Jahr 1968 Pläne für eine Personenkennziffer; diese sollte Verwaltungsvorgänge rationalisieren, indem sie die Personendaten sämtlicher Einwohner in einer Zentraldatei zusammengeführt hätte. Die Pläne wurden allerdings nicht umgesetzt; schon zu dieser Zeit gab es datenschutzrechtliche Bedenken.

„Was sollen wir nun dazu sagen, dass ein Gesetzesentwurf der Bundesregierung noch für dieses, spätestens aber das nächste Jahr die Einführung eines Personenkennzeichens in Gestalt einer zwölfstelligen Zahl für alle Bürger der Bundesrepublik vorsieht? Müssen wir da nicht den Anfängen wehren, da wir doch durch Orwell gewarnt sind? […] Wenn es nur nach der Technik ginge, müsste jeder Bürger, der einem Computer persönliche Daten überlässt, damit rechnen, dass diese Daten auf unbegrenzte Zeit für jeden beliebigen Zugriff verfügbar bleiben. […] Ein Datenschatten mag uns dann wohl unser ganzes Leben begleiten, ob wir diesen Schatten auch noch so dringend abzuschütteln wünschen.“

Bereits im sogenannten Volkszählungsurteil vom 15. Dezember 1983 wurde ein Grundrecht auf informationelle Selbstbestimmung postuliert und mehrfach auf Personenkennzeichen eingegangen und solchen schwere datenschutzrechtliche Bedenken gegenübergestellt. Die eigentlich geplante Volkszählung lief im Kern auf die Erfassung der gesamten Bevölkerung mit den Mitteln der elektronischen Datenverarbeitung hinaus und praktisch stand die Einführung eines Personenkennzeichens bevor. In seinem Urteil von 1983 hat das Bundesverfassungsgericht die Zuordnung der persönlichen Daten durch eine Ordnungsnummer ausdrücklich verboten. Die Daten der Volkszählung 2011 werden in den ersten vier Jahren über eine eindeutige Personenkennziffer zuordenbar sein.
Die Bedenken bestätigte das Bundesverfassungsgericht anlässlich des Urteils zur Online-Durchsuchung, indem es ein Grundrecht auf Gewährleistung der Vertraulichkeit und Integrität informationstechnischer Systeme formulierte. Die Erkenntnis, dass es keine belanglosen Daten gibt, wenn Daten gesammelt werden, etablierte den Datenschutz als Persönlichkeitsschutz.

#### Sektorielle Kennzeichen
Es gibt in Deutschland zahlreiche bereichsspezifische Kennzeichen. Alle deutschen Soldaten und Zivildienstleistende bei der Bundeswehr oder dem Bundesamt für den Zivildienst sind mit einer Personenkennziffer (abgekürzt PK) verzeichnet. Darüber hinaus ist jeder Erwerbstätige über die sogenannte Versicherungsnummer der Rentenversicherung identifizierbar. Weitere bereichsspezifische Kennzeichen sind, neben der Steuer-ID, die Krankenversichertennummer, die Versicherungsnummer (Rentenversicherungsnummer), beispielsweise die Seriennummer des deutschen Personalausweises oder die Nummer aus dem Ausländerzentralregister (AZR-Nummer). Die Zwecke, zu denen diese staatlichen sektoriellen Kennzeichen verwendet werden können, sind in der Regel auf einen deutlich umrissenen Bereich gesetzlich und auch in der Praxis beschränkt.

### Österreich
Obwohl die österreichische Rechtsordnung kein explizites Verbot von Personenkennzeichen kennt, ist die Verwendung von Personenkennzeichen nach der herrschenden Lehre aus Datenschutzgründen unzulässig. Trotzdem bestehen in der österreichischen Rechtsordnung etliche Quasi-Personenkennzeichen, wobei die Sozialversicherungsnummer auf Grund ihres hohen Verbreitungsgrads als echtes Personenkennzeichen zu betrachten ist.
Mit BGBl. I Nr. 10/2004 kam es zur Einführung des E-Government-Gesetzes (E-GovG), das eine neue, datenschutzkonforme Lösung der Personenkennzeichenproblematik herbeiführt: Für jede natürliche Person wird ihre Stammzahl berechnet und nur in ihrer Bürgerkarte dauerhaft gespeichert. Behörden arbeiten mit bereichsspezifischen Personenkennzeichen (bPK), die in der Regel unter Mitwirkung des Betroffenen aus der Stammzahl abgeleitet werden. Aus dem bPK lässt sich nicht die Stammzahl rückrechnen. Dadurch ist es Behörden nicht ohne Weiteres möglich, Daten aus verschiedenen Bereichen zusammenzuführen.

#### Beispiele für Personenkennzeichen im österreichischen Recht
- die Sozialversicherungsnummer, die weitverbreitet ist (§ 31 Abs. 4 Z 1 ASVG)
- die ZMR-Zahl (§ 16 Abs. 4 Meldegesetz 1991)
- die Stammzahl, die allerdings nur verdeckt verwendet werden darf (§ 2 Z 8 E-GovG)
- die bereichsspezifischen Personenkennzeichen, die nur für eingeschränkte Bereiche verwendet werden dürfen (§ 9 E-GovG)

### Schweiz
In der Schweiz wurde zum 1. Juli 2008 eine neue Sozialversicherungsnummer (AHV) eingeführt, die keine Personenkennzeichen mehr enthält. Sie wird auch in der Invalidenversicherung und der Erwerbsersatzordnung verwendet.
Zur Verwendung der AHV außerhalb der Sozialversicherung, insbesondere als Steueridentifikationsnummer (Tax Identification Number – TIN) wurde der Eidgenössische Datenschutz- und Öffentlichkeitsbeauftragte (EDÖB) 2015 mit einem Gutachten beauftragt. Nach dem AIA-Gesetz vom 18. Dezember 2015 wird die AHV-Versichertennummer seit dem 1. Januar 2017 auch als Steueridentifikationsnummer für natürliche Personen im Rahmen des internationalen automatischen Informationsaustausches in Steuersachen verwendet.

### Chile
In Chile wird seit (spätestens) 1990 jedem Neugeborenen und jedem Zugewanderten eine Personenkennzahl (spanisch: Rol Único Nacional, RUN) zugewiesen. Für natürliche Personen fungiert diese unter anderem auch als Steueridentifikationsnummer (spanisch: Rol Único Tributario, RUT), Sozialversicherungsnummer, Personalausweisnummer, Führerscheinnummer, Passnummer und für viele nichtöffentliche Zwecke. Auch juristische Personen haben Steueridentifikationsnummern (RUT), die sich mit den Personenkennzahlen nicht überschneiden und naturgemäß nur für Steuerzwecke verwendet werden.
Die Personenkennzahlen bestehen aus 7 bis 8 Ziffern plus eine Prüfziffer (z. B. xx.xxx.xxx-z); sie werden durchgehend vergeben und enthalten demzufolge keine weitere Kodierung.

### Frankreich
Jeder in Frankreich geborenen oder sozialversicherungspflichtigen natürlichen Person wird eine Identifikationsnummer zugewiesen. Diese wird fast überall, auch im behördlichen Schriftverkehr, als Numéro de sécurité sociale (Sozialversicherungsnummer) bezeichnet. Allerdings wird sie nicht von der Sozialversicherung, sondern vom staatlichen Statistikamt INSEE geführt, und ihre offizielle Bezeichnung ist Numéro d'inscription au répertoire des personnes physiques (Registrierungsnummer im Verzeichnis der natürlichen Personen, Abk. NIRPP oder häufiger NIR).

### Schweden, Norwegen, Finnland, Dänemark
In den skandinavischen Ländern gibt es eine personnummer, die aus dem sechsstelligen Geburtstag in der Form JJMMTT (Schweden) bzw. TTMMJJ (Dänemark, Finnland und Norwegen) gefolgt von 4 Ziffern (in Norwegen 5 Ziffern), die unter anderem das Geschlecht kodieren, besteht. Diese Nummer wird sowohl von öffentlichen als auch nicht-öffentlichen Stellen als Schlüssel verwendet.

### USA
In den Vereinigten Staaten von Amerika wird im Allgemeinen die Sozialversicherungsnummer schon seit vielen Jahren als Personenkennzeichen verwendet, da es keine allgemeine Meldepflicht gibt.